# قائمة طيور هولندا
هذه قائمة أنواع الطيور المسجلة في هولندا. الأفيفوما، المنتشرة شمالي أوروبا. تتكون من 463 فصيلة متضمنة سبعة أنواع مستقدمة.

## إوزيات
بطية: إوز عراقي، إوزة وبط
- تم صامت، Cygnus olor
- تم ناعق، Cygnus cygnus
- أوز التاندرا، Cygnus columbianus
- إوز الفول، Anser fabalis
- أوز وردي القدمين، Anser brachyrhynchus
- إوز غراء كبير، Anser albifrons
- إوزة غراء صغيرة، Anser erythropus Rare/Accidental Vulnerable
- إوز أربد، Anser anser
- أوز الثلج، Chen caerulescens
- أوز روز، Chen rossii Rare/Accidental
- إوز أسود، Branta bernicla
- إوز أبيض الرأس، Branta leucopsis
- برنتية كندية، Branta canadensis
- إوزة حمراء الصدر، Branta ruficollis Rare/Accidental Vulnerable
- إوز مصري، Alopochen aegyptiacus Introduced species
- بط أبو فروة، Tadorna ferruginea
- شهرمان شائع، Tadorna tadorna
- بط الماندرين، Aix galericulata Introduced species
- صواي، Anas penelope
- ودجون أمريكي، Anas americana
- بط أعقف، Anas falcata Rare/Accidental
- بط سماري، Anas strepera
- حذف بايكال، Anas formosa Rare/Accidental Vulnerable
- الحذف الشتوي (بطة)، Anas crecca
- بط بري، Anas platyrhynchos
- بلبول (بطة)، Anas acuta
- شرشير صيفي، Anas querquedula
- بط بري أزرق الجناحين، Anas discors Rare/Accidental
- الكيش (أبومجرف)، Anas clypeata
- ونس، Netta rufina
- حمرواي، Aythya ferina
- قنبي الظهر، Aythya valisineria Rare/Accidental
- بط دائري العنق، Aythya collaris Rare/Accidental
- بطة حديدية، Aythya nyroca Near-threatened
- زرقاي، Aythya fuligula
- بط إسكوبي، Aythya marila
- Lesser scaup، Aythya affinis
- عيدر شائع، Somateria mollissima
- العيدر، Somateria spectabilis
- عيدر ستيلر، Polysticta stelleri Rare/Accidental
- بط مهرج، Histrionicus histrionicus
- بط طويل الذنب، Clangula hyemalis
- Black scoter، Melanitta nigra
- Surf scoter، Melanitta perspicillata
- White-winged scoter، Melanitta fusca
- بط ذهبي العين، Bucephala clangula
- زغباء الرأس، Bucephala albeola
- بلقشة بيضاء، Mergellus albellus
- بلقشة حمراء الصدر، Mergus serrator
- بلقشة شائعة، Mergus merganser
- بط رودي، Oxyura jamaicensis Introduced species
- بط أبيض الوجه، Oxyura leucocephala Endangered

## دجاجيات
طيهوج: طيهوج
- طيهوج أسود، Tetrao tetrix
- طيهوج البندق، Bonasa bonasia Rare/Accidental

تدرجية: حجل، تدرج (جنس) وسمان (جنس)
- حجل أحمر الساق، Alectoris rufa Introduced species
- حجل رمادي، Perdix perdix
- سمان، Coturnix coturnix
- تدرج (طائر)، Phasianus colchicus Introduced species

## غواصيات
غواص (طائر): divers
- غواص أحمر الحنجرة، Gavia stellata
- غواص قطبي، Gavia arctica
- غواص شائع، Gavia immer
- غواص أصفر البطن، Gavia adamsii

## غطاسيات
غطاسيات: غطاسيات
- Pied-billed grebe، Podilymbus podiceps
- زهوت، Tachybaptus ruficollis
- غطاس متوج، Podiceps cristatus
- غطاس أحمر الرقبة، Podiceps grisegena
- غطاس مقرن، Podiceps auritus
- غطاس أسود الرقبة، Podiceps nigricollis

## نوئيات
طيور بترل: كاسر العظامو ،shearwater طائر النو النعري petrel الأخرى
- كاسر العظام الشمالي ،Fulmarus glacialis
- طائر النوء ناعم الريش، Pterodroma mollis Rare/Accidental
- بترل بولوير، Bulweria bulwerii Rare/Accidental
- جلم الماء الكبير، Calonectris diomedea
- جلم الماء كبير، Puffinus gravis
- جلم ماء فاحم، Puffinus griseus
- جلم ماء مانكس، Puffinus puffinus
- بافينوس موريتانيكوس، Puffinus mauretanicus Near-threatened

طيور النوء: طيور النوء
- طائر نوء أبيض الوجه، Pelagodroma marina Rare/Accidental
- طائر نوء أوروبي، Hydrobates pelagicus
- طائر نوء ليتش، Oceanodroma leucorhoa

## بجعيات
بجعة، بجع
- بجع أبيض، Pelecanus onocrotalus

أطيش: أخرق
- أطيش شمالي، Morus bassanus

غاق: غاق
- غراب البحر، Phalacrocorax carbo
- غاق شائع، Phalacrocorax aristotelis
- غاق قزم، Phalacrocorax pygmaeus Rare/Accidental Near-threatened

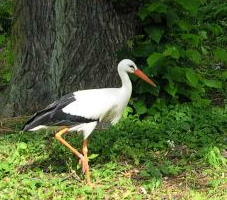
لقلق أبيض.

## لقلقيات
بلشونيات: بلشونيات والواق
- بلشون رمادي، Ardea cinerea
- بلشون إرجواني، Ardea purpurea
- البلشون الأبيض الكبير، Ardea alba
- بلشون أبيض صغير، Egretta garzetta
- بلشون البحيرات الذهبي، Ardeola ralloides Rare/Accidental
- أبو قردان، Bubulcus ibis
- بلشون الليل، Nycticorax nycticorax
- واق صغير، Ixobrychus minutus
- واق أوراسي، Botaurus stellaris

لقلق: لقلق
- لقلق أسود، Ciconia nigra
- لقلق أبيض، Ciconia ciconia

أبو منجليات: أبو منجل وأبو ملعقة
- أبو منجل المصقول، Plegadis falcinellus
- أبو ملعقة أبيض، Platalea leucorodia

## نحاميات
Phoenicopteridae نحام وردي
- بشروش، Phoenicopterus roseus Rare/Accidental

## جوارح
عقاب نساري: osprey
- عقاب نساري، Pandion haliaetus

بازية: باز (طائر)، عقاب (طائر)، صقر حوام، هار (طائر)، حدأة وallies
- حوام النحل الأوربي، Pernis apivorus
- حدأة أسود الكتفين، Elanus caeruleus
- حدأة حمراء، Milvus milvus
- حدأة سوداء، Milvus migrans
- عقاب سمك بالاس، Haliaeetus leucoryphus Rare/Accidental Vulnerable
- عقاب أبيض الذنب، Haliaeetus albicilla Near-threatened
- رخمة مصرية، Neophron percnopterus Rare/Accidental
- نسر أسمر، Gyps fulvus Rare/Accidental
- نسر رمادي، Aegypius monachus Rare/Accidental Near-threatened
- عقاب صرارة، Circaetus gallicus
- مرزة المستنقعات، Circus aeruginosus
- مرزة الدجاج، Circus cyaneus
- مرزة باهتة، Circus macrourus Near-threatened
- أبو شودة، Circus pygargus
- باشق أوراسي، Accipiter nisus
- باز شمالي، Accipiter gentilis
- حوام السهول، Buteo buteo
- صقر جراح، Buteo rufinus
- حوام مسرول، Buteo lagopus
- عقاب سعفاء صغرى، Aquila pomarina
- عقاب سعفاء كبرى، Aquila clanga Vulnerable
- عقاب السهوب، Aquila nipalensis
- عقاب، Aquila heliaca Rare/Accidental Vulnerable
- عقاب ذهبية، Aquila chrysaetos
- عقاب بونلي، Aquila fasciatus
- عقاب مسيرة صغرى، Aquila pennatus

## صقريات الشكل
أحياناً تشمل الجوارح
صقريات: صقر
- صقر الجراد، Falco tinnunculus
- لزيق (طائر)، Falco vespertinus
- يؤيؤ، Falco columbarius
- شويهين، Falco subbuteo
- سنقر، Falco rusticolus
- شاهين، Falco peregrinus

## كركيات
مرعة (طائر): rails and crakes
- مرعة الماء، Rallus aquaticus
- مرعة الغيط، Crex cre xVulnerable
- مرعة صغيرة، Porzana parva
- مرعة بايلون، Porzana pusilla
- مرعة منقطة، Porzana porzana
- دجاجة الماء، Gallinula chloropus
- غر أوراسي، Fulica atra

كركية: cranes
- رهو، Anthropoides virgo Rare/Accidental
- كركي كندي، Grus canadensis Rare/Accidental
- كركي شائع، Grus grus

حباريات: حباريات
- حبارى كبرى، Otis tarda Rare/Accidental Vulnerable
- حبارى، Chlamydotis undulata Rare/Accidental
- حباري مك كويين، Chlamydotis macqueenii Extirpated
- حباري صغيرة، Tetrax tetra xRare/Accidental Near-threatened

## زقزاقيات

### Suborderكراكي: waders
صائد المحار: صائد المحار

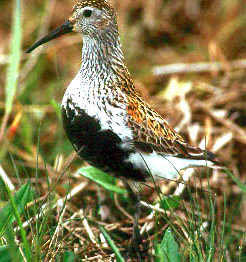
Dunlin

- صائد المحار الأوراسي، Haematopus ostralegus

نكاتية: نكات وكرسوع
- أبو المغازل، Himantopus himantopus
- نكات العالم القديم، Recurvirostra avosetta

كروان الحصى: كروان الحصىs
- كروان الحصى ،Burhinus oedicnemus

سبريات: coursers and أبو اليسر
- كروان عسلي، Cursorius cursor
- أبو اليسر مطوق، Glareola pratincola
- أبو اليسر أسود الجناح، Glareola nordmanni Data deficient

زقزاقية: زقزاقاوات وطيطاوات
- أبو طيط ذو العرف، Vanellus vanellus
- قطقاط اجتماعي، Vanellus gregarius Rare/Accidental Vulnerable
- قطقاط أبيض الذيل، Vanellus leucurus
- قطقاط ذهبي هادئ، Pluvialis fulva Rare/Accidental
- American golden plover، Pluvialis dominica
- قطقاط ذهبي أوروبي، Pluvialis apricaria
- قطقاط رمادي، Pluvialis squatarola
- زقزاق مطوق، Charadrius hiaticula
- قطقاط مطوق صغير، Charadrius dubius
- قطقاط اسكندراني، Charadrius alexandrinus
- قطقاط الرمل الكبير، Charadrius leschenaultii
- زقزاق أوراسي، Charadrius morinellus

دجاج الارض: typical كراكي أو shorebirds
- ديك الغاب، Scolopax rusticola
- شنقب صغير، Lymnocryptes minimus
- شنقب كبير، Gallinago media Near-threatened
- شنقب شائع، Gallinago gallinago
- شنقب طويل المنقار، Limnodromus scolopaceus Rare/Accidental
- بقويقة سوداء الذيل، Limosa limosa
- بقويقة مخطط الذيل، Limosa lapponica
- كروان الماء صغير، Numenius phaeopus
- الكروان ذو المنقار النحيف، Numenius tenuirostris Critically endangered
- كروان الماء، Numenius arquata
- Upland sandpiper، Bartramia longicauda Rare/Accidental
- طيطوي أحمر الساق أرقط، Tringa erythropus
- طيطوي أحمر الساق، Tringa totanus
- طيطوي المستنقع، Tringa stagnatilis
- طيطوي أخضر الساق، Tringa nebularia
- Greater yellowlegs، Tringa melanoleuca Rare/Accidental
- Lesser yellowlegs، Tringa flavipes Rare/Accidental
- طيطوي أخضر، Tringa ochropus
- طيطوي الغياط، Tringa glareola
- طيطوي نكات، Xenus cinereus
- طيطوي شائع، Actitis hypoleucos
- Spotted sandpiper، Actitis macularia Rare/Accidental
- قنبرة الماء المتورد، Arenaria interpres
- دريجة مستدقة المنقار، Calidris tenuirostris Rare/Accidental
- دريجة حمراء، Calidris canutus
- مدروان، Calidris alba
- Semipalmated sandpiper، Calidris pusilla Rare/Accidental
- دريجة حمراء الرقبة، Calidris ruficollis
- دريجة صغيرة، Calidris minuta
- دريجة تمنكية، Calidris temminckii
- دريجة بنية العنق، Calidris fuscicollis Rare/Accidental
- دريجة بيردية، Calidris bairdii Rare/Accidental
- دريجة سوداء الظهر، Calidris melanotos
- دريجة حادة الذيل، Calidris acuminata Rare/Accidental
- دريجة كروانية، Calidris ferruginea
- دريجة ألبية، Calidris alpina
- دريجة بحرية، Calidris maritima
- دريجة حزامية الأقدام، Calidris himantopus Rare/Accidental
- دريجة عريضة المنقار، Limicola falcinellus
- دريجة برتقالية الصدر، Tryngites subruficollis Near-threatened
- دريجة شرسة، Philomachus pugnax
- فلروب ثلاثي الألوان، Phalaropus tricolor
- فلروب أحمر الرقبة، Phalaropus lobatus
- فلروب أحمر، Phalaropus fulicarius

### Suborderنورساويات: skuas، gulls & terns
كركر (فصيلة طيور): كركر (فصيلة طيور)
- كركر بوماريني، Stercorarius pomarinus
- كركر قطبي، Stercorarius parasiticus
- كركر طويل الذيل، Stercorarius longicaudus
- كركر كبير، Stercorarius skua

نورسية: نورسية
- نورس شائع، Larus canus
- نورس ديلاوير، Larus delawarensis
- نورس أسود الظهر كبير، Larus marinus
- نورس الشمال الأقصى، Larus hyperboreus
- نورس آيسلندا، Larus glaucoides
- نورس فضي، Larus argentatus
- نورس أغبس، Larus fuscus
- نورس قزويني، Larus cachinnans
- نورس أصفر الساق، Larus michahellis Rare/Accidental
- نورس أسود الرأس كبير، Larus ichthyaetus
- نورس أسود الرأس، Larus ridibundus
- نورس فيلادلفيا، Larus philadelphia Rare/Accidental
- نورس البحر المتوسط، Larus melanocephalus
- نورس ضاحك، Larus atricilla
- نورس فرانكلين، Larus pipixcan
- نورس صغير، Larus minutus
- نورس عاجي، Pagophila eburnea
- نورس وردي، Rhodostethia rosea
- نورس شوكي الذيل، Xema sabini
- نورس أسود الساق، Rissa tridactyla

خرشناوات: خرشناوات
- خرشنة نيلية، Sterna nilotica
- خرشنة قزوينية، Sterna caspia
- خرشنة سندويتشية، Sterna sandvicensis
- خرشنة وردية، Sterna dougallii
- خرشنة مألوفة، Sterna hirundo
- خرشنة قطبية، Sterna paradisaea
- خرشنة فورسترية، Sterna forsteri Rare/Accidental
- خرشنة صغيرة، Sterna albifrons
- خرشنة ملجمة، Sterna anaethetus Rare/Accidental
- خرشنة هجينة، Chlidonias hybridus
- خطاف أبيض الجناح، Chlidonias leucopterus
- خطاف أسود، Chlidonias niger

### Suborderأوك (فصيلة طيور): auks
أوك (فصيلة طيور): أوك (فصيلة طيور)
- مور شائع، Uria aalge
- Brunnich's guillemot، Uria lomvia
- أبو موس، Alca torda
- Black guillemot، Cepphus grylle
- Little auk، Alle alle
- ببغاء الغطاس، Fratercula arctica

## قطويات
Pteroclidae: قطويات
- Pallas's sandgrouse, Syrrhaptes paradoxus

## حماميات
حماميات: حماميات
- حمام جبلي، Columba livia
- حمام بري، Columba oenas
- حمامة الغابة، Columba palumbus
- القمري، Streptopelia decaocto
- قمري (طائر)، Streptopelia turtur

## ببغاء
ببغاء: parrots
- باراكيت أخضر، Psittacula krameri

## واقواقيات
وقواق: وقواق
- وقواق مرقط كبير، Clamator glandarius
- وقواق شائع، Cuculus canorus

## بوميات
بوم حظائر: بومة مصاصة
- بومة مصاصة، Tyto alba

بوم حقيقي: بوميات
- ثبج أوروبي، Otus scops
- بوم أوراسي، Bubo bubo
- بوم ثلجي، Bubo scandiacus
- بومة الصقر، Surnia ulula
- بومة أم قويق، Athene noctua
- البومة السمراء، Strix aluco
- بومة تنغمالم، Aegolius funereus
- بومة طويلة الأذن، Asio otus
- بومة قصيرة الأذن، Asio flammeus

## سبديات
سبد (فصيلة طيور): سبد (فصيلة طيور)
- سبد أوروبي، Caprimulgus europaeus

## سماميات
سمامة: سمامة
- سمامة بيضاءة الحنجرة, Hirundapus caudacutus Rare/Accidental
- سمامة شائعة، Apus apus
- سمامة الصرود، Apus melba

## شقراقيات
- Alcedinidae: رفراف (طائر)
- صياد السمك الأخضر، Alcedo atthis
- رفراف الشمال، Ceryle alcyon Rare/Accidental

وروارية: وروارية
- وروار أزرق الخد، Merops persicus Rare/Accidental
- وروار أوروبي، Merops apiaster Rare/Accidental

شقراقية: شقراقية
- شقراق أوروبي، Coracias garrulus Rare/Accidental

هدهد: hoopoes
- هدهد، Upupa epops

## بيسيات
نقار الخشب: نقار الخشب
- لواء أوراسي،Jynx torquilla
- نقار خشب مرقط صغير،Dendrocopos minor
- نقار خشب مرقط أوسط،Dendrocopos medius
- نقار خشب مرقط كبير،Dendrocopos major
- نقار الخشب الأسود،Dryocopus martius
- نقار الخشب الأخضر،Picus viridis
- نقار الخشب رمادي الرأس،Picus canus

## عصفوريات

### القبرة
- قبرة كلاندرا، Melanocorypha calandra
- قبرة قصيرة الأصابع، Calandrella brachydactyla rare
- قبرة متوجة، Galerida cristata
- قنبرة الغياض، Lullula arborea
- قبرة (جنس طيور)، Alauda arvensis
- قبرة مقرنة، Eremophila alpestris

### السنونو
- سنونو الرمل، Riparia riparia
- خطاف المخازن، Hirundo rustica
- عصفور الجنة أحمر العجز، Hirundo daurica
- House martin، Delichon urbicum

### تمرة (طائر)،ذعرةوجشنة
- ذعرة صفراء الرأس،  Motacilla citreola، rare
- ذعرة بيضاء،  Motacilla alba.
- ذعرة رمادية،  Motacilla cinerea
- ذعرة صفراء، Motacilla flava
- جشنة ريتشارد، Anthus richardi
- جشنة الصحراء، Anthus campestris
- جشنة بلايث، Anthus godlewskii
- جشنة الشجر، Anthus trivialis
- جشنة زيتونية الظهر، Anthus hodgsoni
- جشنة الحقول، Anthus pratensis
- جشنة حمراء الزور، Anthus cervinus
- جشنة الماء، Anthus spinoletta
- جشنة الصخرة الاوراسية، Anthus petrosus

### جناح الشمع،جناح الشمعs
- شمعي الجناح، Bombycilla garrulus

دنقلة، دنقلةs
- دنكلة، Cinclus cinclus

### النمنمة
- Wren، Troglodytes troglodytes

### محاكيات،محاك
- محاك شمالي، Mimus polyglottos، شديدة الندرة

### عصافير الشوك،عصافير الشوكs
- عصفور الشوك، Prunella modularis
- عصفور الشوك الصنوبري، Prunella collaris، نادر

### سمنة (فصيلة)سمنة (فصيلة)وأبلقاوات
- سمنة الصخور، Monticola saxatilis Rare/Accidental
- Siberian thrush، Zoothera sibirica Rare/Accidental
- سمنة وايت، Zoothera dauma Rare/Accidental
- دج مطوق، Turdus torquatus
- شحرور، Turdus merula
- Eyebrowed thrush، Turdus obscurus Rare/Accidental
- Dark-throated thrush  [لغات أخرى]‏، Turdus ruficollis Rare/Accidental
- Dusky thrush، Turdus naumanni Rare/Accidental
- دج الغيط، Turdus pilaris
- سمنة حمراء الجناح، Turdus iliacus
- سمنة مطربة، Turdus philomelos
- سمنة كبيرة، Turdus viscivorus
- هزار أزرق الزور، Luscinia svecica

### غرابياتغراب،غداف، وallies
- قيق أوراسي، Garrulus glandarius

- عقعق أوروبي، Pica pica
- خساف، Nucifraga caryocatactes
- زاغ زرعي، Corvus monedula

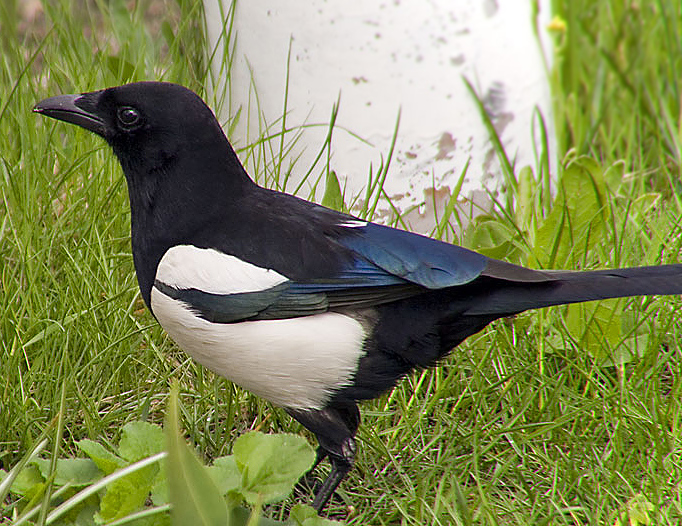
عقعق أوروبي

- Daurian jackdaw، Corvus dauuricus Rare/Accidental
- غراب المنزل الهندي، Corvus splendens
- غداف شائع، Corvus frugilegus
- غراب بلدي، Corvus corone
- غراب أسحم، Corvus corax

### هوازجهوازج العالم القديم
- هازجة سيتي، Cettia cetti
- Lanceolated warbler، Locustella lanceolata
- هازجة جرادة، Locustella naevia
- نقشارة بالاس، Locustella certhiola
- هازجة النهر، Locustella fluviatilis
- هازجة سافي، Locustella luscinioides
- هازجة الماء، Acrocephalus paludicola Vulnerable
- هازجة السعد، Acrocephalus schoenobaenus
- هازجة حقل الأرز، Acrocephalus agricola
- هازجة الغاب، Acrocephalus scirpaceus
- هازجة قصب بلايث، Acrocephalus dumetorum
- هازجة البطائح، Acrocephalus palustris
- هازجة الغاب الكبيرة، Acrocephalus arundinaceus
- هازجة منتعلة، Hippolais caligata
- هازجة ايقاعية، Hippolais polyglotta
- خنشع ليموني، Hippolais icterina
- نقشارة الصفصاف، Phylloscopus trochilus
- سكسكة، Phylloscopus collybita
- Iberian chiffchaff، Phylloscopus ibericus
- نقشارة بونللي، Phylloscopus bonelli
- نقشارة بونلي الشرقية، Phylloscopus orientalis
- نقشارة الغاب، Phylloscopus sibilatrix
- نقشارة قاتمة، Phylloscopus fuscatus
- نقشارة رادي، Phylloscopus schwarzi
- Lemon-rumped warbler، Phylloscopus proregulus
- نقشارة صفراء الحاجب، Phylloscopus inornatus
- نقشارة هيوم صفراء الحاجب، Phylloscopus humei
- نقشارة قطبية، Phylloscopus borealis
- نقشارة مخضرة، Phylloscopus trochiloides
- أبو قلنسوة، Sylvia atricapilla
- دخلة البساتين، Sylvia borin
- دخلة فيراني، Sylvia communis
- هازجة فيراني، Sylvia curruca
- African desert warbler، Sylvia deserti Rare/Accidental
- دخلة مخططة، Sylvia nisoria
- دخلة الصرود، Sylvia cantillans
- هازجة رأساء، Sylvia melanocephala
- دخلة أم نظارة، Sylvia conspicillata
- دخلة شوالة، Sylvia undata
- هازجة مروحية الذنب، Cisticola juncidis

### الصعو
- صعو أصفر العرف، Regulus regulus
- صعو أحمر العرف، Regulus ignicapillus

### صائدات الذباب
- الذبابي، Muscicapa striata
- خطاف الذباب الأبقع، Ficedula hypoleuca
- خاطف الذباب المطوق، Ficedula albicollis
- خاطف الذباب أحمر الصدر، Ficedula parva Rare/Accidental
- أبو الحناء الأوروبي، Erithacus rubecula
- العندليب، Luscinia luscinia
- هزار، Luscinia megarhynchos
- مسهر، Luscinia svecica
- Red-flanked bluetail، Tarsiger cyanurus Rare/Accidental
- أبو الحنا أبيض الزور، Irania gutturalis
- حميراء دبساء، Phoenicurus ochruros
- حميراء (طائر)، Phoenicurus phoenicurus
- قليعي سيبيري، Saxicola maura Rare/Accidental
- قليعي أحمر، Saxicola rubetra
- ستونشات أوروبي، Saxicola rubicola
- أبلق شمالي، Oenanthe oenanthe
- أبلق أبقع، Oenanthe pleschanka Rare/Accidental
- أبلق أسود الأذن، Oenanthe hispanica Rare/Accidental
- أبلق صحراوي، Oenanthe deserti Rare/Accidental
- أبلق أشهب، Oenanthe isabellina Rare/Accidental

### Paradoxornithidae: parrotbills
- قرقف أبو ذقن، Panurus biarmicus

### Aegithalidaelong-tailed tits
- قرقف طويل الذيل، Aegithalos longicaudus

### رميزية

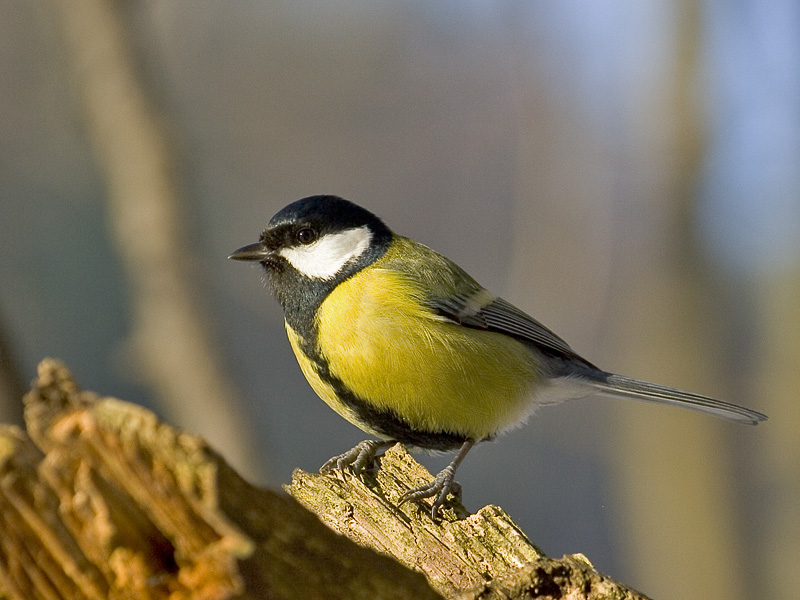
قرقف

- قرقف البندول، Remiz pendulinus

### القرقف
- قرقف المستنقعات، Poecile palustris
- قرف الصفصاف، Poecile montana
- قرقف فحمي، Periparus ater
- قرقف أوروبي ذو عرف، Lophophanes cristatus
- قرقف كبير، Parus major
- قرقف أزرق، Cyanistes caeruleus

### الداب (طائر)
- داب (طائر)، Tichodroma muraria

### خازنات البندق
- خازن البندق الأوراسي، Sitta europaea

### دابة الشجردابة الشجرs
- طائر الشجر الأوراسي، Certhia familiaris
- داب الشجر قصير الأصابع،	Certhia brachydactyla، rare

### الدقنوش
- دقناش أكحل، Lanius collurio
- صرد محمر الذنب، Lanius isabellinus Rare/Accidental
- صرد رمادي كبير، Lanius excubitor
- دقناش صردي، Lanius minor
- صرد أحمر القنة، Lanius senator

### عنبرياتدرسة (طائر)و، as very rare vagrants،دوريات العالم الجديد
- درسة صفراء، Emberiza citrinella
- Pine bunting، Emberiza leucocephalos Rare/Accidental
- درسة سوداء اللون، Emberiza cirlus
- درسة الصخور، Emberiza cia Rare/Accidental
- درسة الشعير، Emberiza hortulana
- درسة زرقاء اللون، Emberiza caesia Rare/Accidental
- درسة صغيرة، Emberiza pusilla Rare/Accidental
- Yellow-browed bunting، Emberiza chrysophrys Rare/Accidental
- درسة صدئية، Emberiza rustica Rare/Accidental
- درسة صفراء الصدر، Emberiza aureola Rare/Accidental
- Chestnut bunting، Emberiza rutila Rare/Accidental
- درسة سوداء الراس، Emberiza melanocephala
- درسة حمراء الرأس، Emberiza bruniceps Rare/Accidental
- Black-faced bunting، Emberiza spodocephala Rare/Accidental
- درسة الغاب، Emberiza schoeniclus
- درسة القمح، Emberiza calandra
- White-crowned sparrow، Zonotrichia leucophrys Rare/Accidental
- White-throated sparrow، Zonotrichia albicollis Rare/Accidental
- جنك داكن العيون، Junco hyemalis Rare/Accidental
- لابلاند لونجسبير، Calcarius lapponicus
- درسة الثلوج، Plectrophenax nivalis

### كردينال
- درسة نيلية، Passerina cyanea Rare/Accidental

### صادحrare vagrants
- خضيري أحمر العينين، Vireo olivaceus، نادر

### هوازج العالم الجديدهوازج العالم الجديدvery rare vagrants
- Yellow-rumped warbler، Dendroica coronata، rare

### الصفراوياتvery rare vagrant
- أقطروس عرعري، Icterus galbula،شديدة الندرة

### الشرشوريات
- حسون الظالم، Fringilla coelebs
- شرشور، Fringilla montifringilla
- خداش مبذول، Pinicola enucleator
- عصفور وردي، Carpodacus erythrinus
- Parrot crossbill، Loxia pytyopsittacus
- طائر الهزار، Loxia curvirostra
- القرزبيل ذو الشريطين، Loxia leucoptera
- حسون أخضر أوروبي، Carduelis chloris
- حسون ناري، Carduelis flammea
- Arctic redpoll، Carduelis hornemanni
- حسون الشوك، Carduelis spinus
- حسون، Carduelis carduelis
- حسون أصفر المنقار، Carduelis flavirostris
- عصفور تفاحي، Carduelis cannabina
- كناري أوروبي، Serinus serinus
- دغناش أوراسي، Pyrrhula pyrrhula
- بلبل زيتوني، Coccothraustes coccothraustes

### حباكدوري
- دوري شائع، Passer domesticus
- دوري أوراسي، Passer montanus

### الزرزور

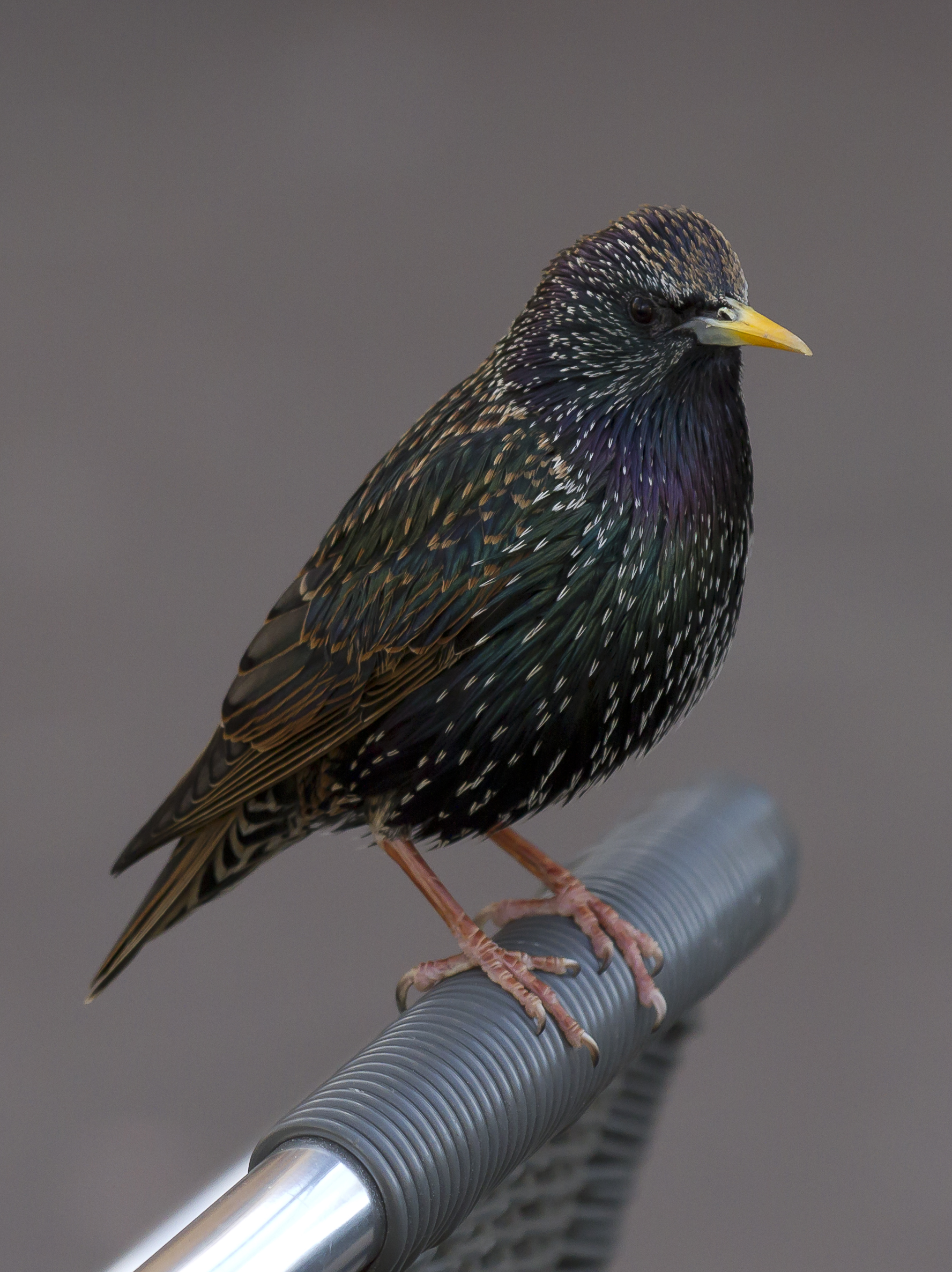
زرزور شائع

- زرزور وردي، Sturnus roseus، rare but increasing
- زرزور شائع، Sturnus vulgaris

### طيور الصفارية
- صفير ذهبي، Oriolus oriolus